# Cara Black
Cara Black (17 de fevereiro de 1979) é uma ex-tenista profissional zimbabuense e Nº 1 da WTA em duplas.
Irmã dos tenistas Wayne Black e Byron Black, possui 5 títulos em duplas femininas e quatro em duplas mistas, no total 9 Slams, faltando-lhe apenas Roland Garros, em duplas feminina. Em 2005 alcançou o posto de número um pela primeira vez. Sua atual parceira é Liezel Huber, mas destacou-se ainda com Irina Selyutina, Elena Likhovtseva e Rennae Stubbs. As conquistas nas duplas mistas, foram com Wayne Black e Leander Paes.

## Grand Slam finais

### Duplas: 9 (5–4)

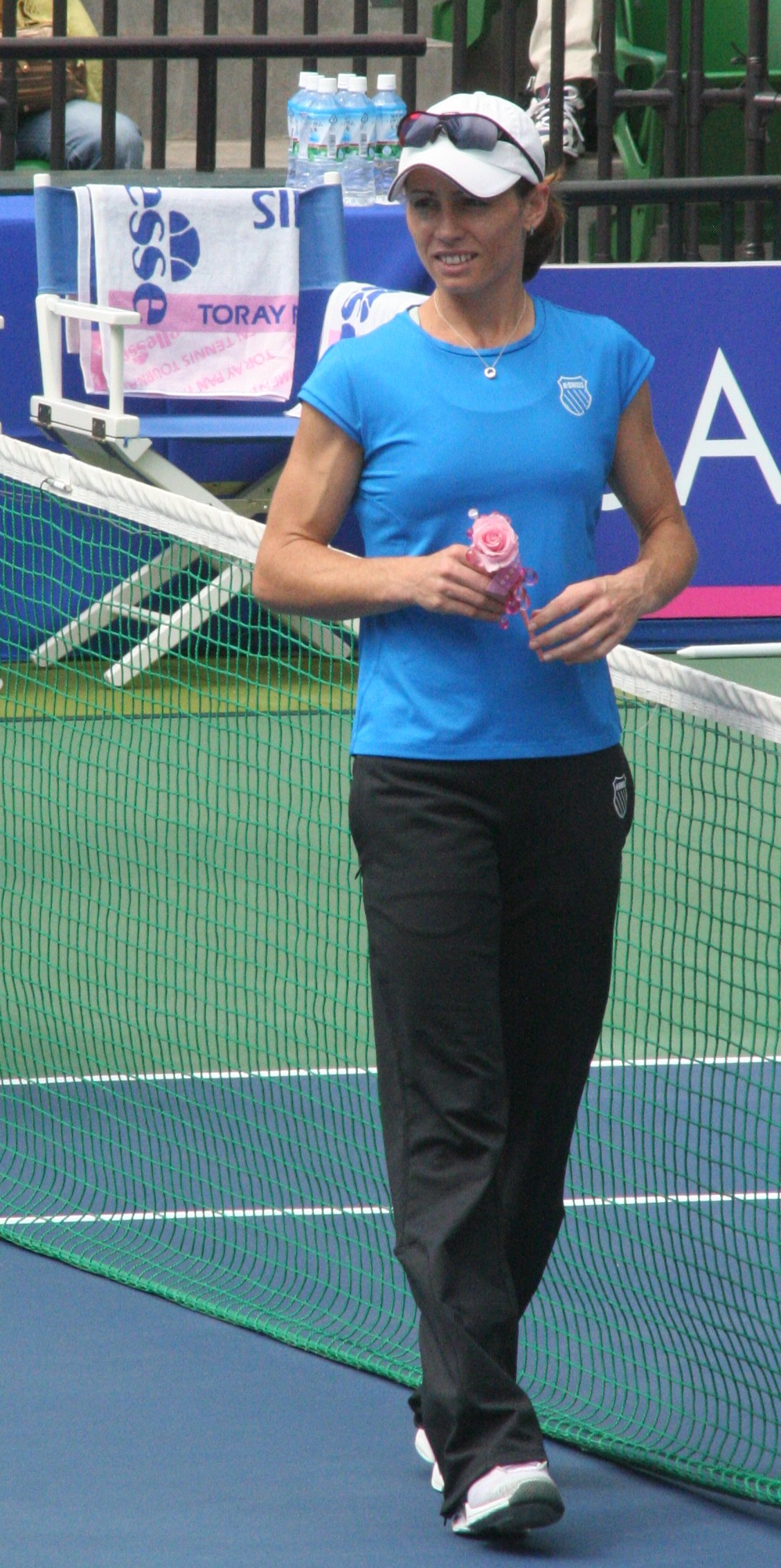
Cara Black em Tóquio 2009

| Posição | Ano  | Campeonato          | Piso   | Parceira          | Oponentes                           | Placar             |
| Vice    | 2000 | US Open             | Duro   | Elena Likhovtseva | Julie Halard-Decugis Ai Sugiyama    | 0–6, 6–1, 1–6      |
| Campeã  | 2004 | Wimbledon           | Grama  | Rennae Stubbs     | Liezel Huber Ai Sugiyama            | 6–3, 7–6(7–5)      |
| Vice    | 2005 | Roland Garros       | Saibro | Liezel Huber      | Virginia Ruano Pascual Paola Suárez | 6–4, 3–6, 3–6      |
| Campeã  | 2005 | Wimbledon           | Grama  | Liezel Huber      | Svetlana Kuznetsova Amélie Mauresmo | 6–2, 6–1           |
| Campeã  | 2007 | Aberto da Austrália | Duro   | Liezel Huber      | Chan Yung-jan Chuang Chia-jung      | 6–4, 6–7(4–7), 6–1 |
| Campeã  | 2007 | Wimbledon           | Grama  | Liezel Huber      | Katarina Srebotnik Ai Sugiyama      | 3–6, 6–3, 6–2      |
| Campeã  | 2008 | US Open             | Duro   | Liezel Huber      | Lisa Raymond Samantha Stosur        | 6–3, 7–6(10–8)     |
| Vice    | 2009 | US Open             | Duro   | Liezel Huber      | Serena Williams Venus Williams      | 2–6, 2–6           |
| Vice    | 2010 | Aberto da Austrália | Duro   | Liezel Huber      | Serena Williams Venus Williams      | 4–6, 3–6           |

### Duplas Mistas: 8 (5–3)
| Posição | Ano  | Campeonato          | Piso   | Parceiro     | Oponentes                            | Placar              |
| Campeã  | 2002 | Roland Garros       | Saibro | Wayne Black  | Elena Bovina Mark Knowles            | 6–3, 6–3            |
| Vice    | 2004 | Roland Garros       | Saibro | Wayne Black  | Tatiana Golovin Richard Gasquet      | 3–6, 4–6            |
| Campeã  | 2004 | Wimbledon           | Grama  | Wayne Black  | Alicia Molik Todd Woodbridge         | 3–6, 7–6(10–8), 6–4 |
| Campeã  | 2008 | US Open             | Duro   | Leander Paes | Liezel Huber Jamie Murray            | 7–6(8–6), 6–4       |
| Vice    | 2009 | Wimbledon           | Grama  | Leander Paes | Anna-Lena Grönefeld Mark Knowles     | 5–7, 3–6            |
| Vice    | 2009 | US Open             | Duro   | Leander Paes | Carly Gullickson Travis Parrot       | 2–6, 4–6            |
| Campeã  | 2010 | Aberto da Austrália | Duro   | Leander Paes | Ekaterina Makarova Jaroslav Levinský | 7–5, 6–3            |
| Campeã  | 2010 | Wimbledon           | Grama  | Leander Paes | Lisa Raymond Wesley Moodie           | 6–4, 7–6(7–5)       |